# Paiza
Un paiza o paizi o gerege (en mongol medio: Гэрэгэ, en mongol: Пайз, en persa: پایزه‎: pāiza, en chino: 牌子: páizi) fue una tableta portada por funcionarios y enviados mongoles como símbolo de su autoridad y como salvoconducto en territorio mongol. Permitía a nobles y funcionarios reclamar bienes y servicios de los habitantes del imperio y particularmente del yam, el sistema de postas imperial.

## Historia
Los paizas fueron popularizados por los mongoles pero probablemente fueron una evolución de los sistemas chinos previos. Se usaron sistemas similares en el norte de China bajo la dinastía Liao y los reinos subsiguientes como la dinastía Jin y el reino tangut de Xi-Xia. El sistema Jin tuvo siete rangos diferentes.
Aunque en principio sólo alguien en posesión de un paiza debía recibir monturas y víveres de la red postal mongola, otros tipos de autorizaciones militares permitías usar la red yam incluso sin un paiza. Los funcionarios y nobles del Mongol el imperio emitieron paizas no oficiales, generando quejas de la población civil y llevando a Ögedei Khan (r. 1229–1241) a prohibir dicha práctica.
Para atraer mercaderes y especialistas extranjeros, los grandes kanes les otorgaron paizas eximiéndoles de impuestos y dejándoles para utilizar las postas. Aun así, Möngke Khan (r. 1251–1259) limitó los abusos que ya eran notorios y organizó una red de supervisores imperiales. Asimismo les prohibió utilizar las postas imperiales o yam.
Marco Polo, que  visitó la dinastía Yuan durante el reinado de Kublai Kan (r. 1260–1294), dejó una descripción del paiza en sus obras.
El ilkan Ghazan (r. 1295–1304) reformó el sistema, creando una variedad de sellos y conjuntos jerárquicos que debían ser archivados en la corte y caducar a los 30 años. Otorgó nuevos paizas en dos rangos, válidos sólo al nombre inscrito para que no pudieran ser transferidos y que debían ser devueltos al acabar el mandato del funcionario.

## Imágenes

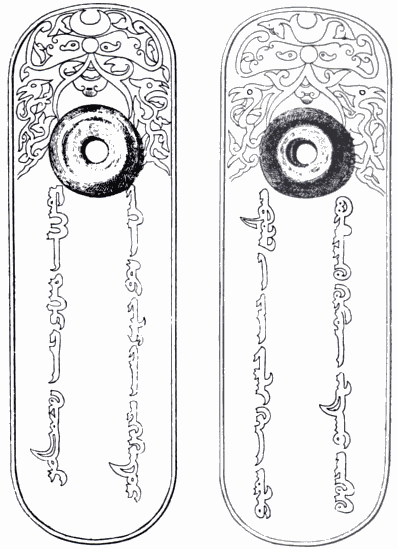
Gerege en alfabeto mongol, encontrado en territorio de la antigua Horda de Oro (río Dniéper, 1845)
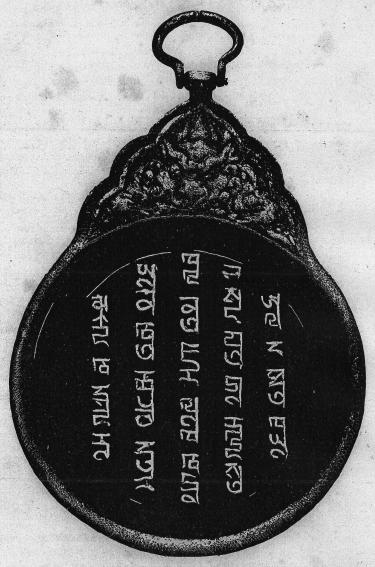
Salvoconducto oficial en idioma mongol (alfabeto 'Phags-pa): "Por el poder del cielo eterno, el emperador ordena. Quien no respete [al portador] será culpable de delito."
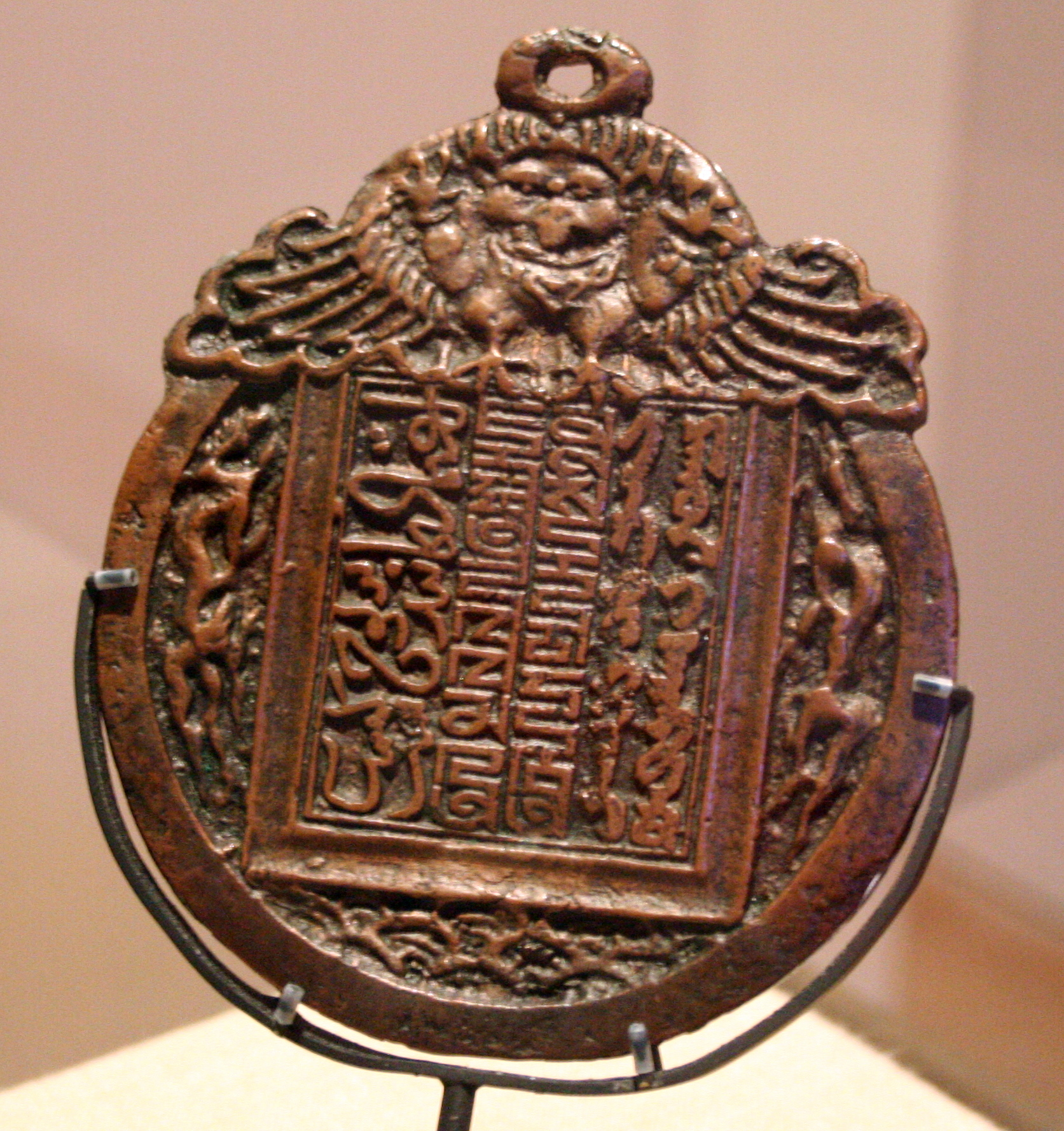
Salvoconducto nocturno mongol con inscripciones en persa (izquierda), mongol ('Phags-pa, centro) y uidur (derecha). La inscripción mongola es un anuncio a malhechores.